# إبراهيم صلاح
إبراهيم صلاح (1 أبريل، 1987 - ) هو لاعب كرة قدم مصري يلعب في مركز خط الوسط، ويلعب حاليًا في غزل المحلة المصري. كانت بداية ظهوره في نادي المنصورة.

## الإنجازات
الزمالك
- كأس مصر:
  - البطل (2): 2016[2]، 2015
- الدوري المصري الممتاز
  - البطل (1): 2014–15

## روابط خارجية
- إبراهيم صلاح على موقع قاعدة بيانات كرة القدم.إي يو (الإنجليزية)
- إبراهيم صلاح على موقع ناشيونال فوتبول تيمز (الإنجليزية)
- إبراهيم صلاح على موقع Soccerway.com (الإنجليزية)